# Hans C. Moolenburgh
Hans C. Moolenburgh (Haarlem, 1925 – aldaar, 6 november 2018) was een huisarts en natuurarts, die vooral bekend werd door zijn strijd tegen fluoridering van het drinkwater en zijn boeken over engelenervaringen.

## Biografie
Vanaf de tijd dat hij een half jaar oud was woonde Moolenburgh als enig kind bij zijn alleenstaande moeder in Aerdenhout. Op zesjarige leeftijd wist hij volgens eigen zeggen twee dingen absoluut zeker: hij wilde dokter worden en hij wist dat God bestond. Hij was toen nog nooit in de kerk geweest. Op zijn twaalfde kreeg hij bij een christelijk zomerkamp het Nieuwe Testament. "Bijbelverhalen hebben me mijn hele leven begeleid; ik heb ze zestig jaar lang bestudeerd en ze zitten nog mooier in elkaar dan ik al dacht." Tijdens de hongerwinter, werd de tweede man van zijn moeder, officier van justitie mr. L. de Blécourt bij de arrondissementsrechtbank aan de Prinsengracht in Amsterdam, gezocht wegens diens vermeende betrokkenheid bij een sabotagedaad. Omdat hij er op dat moment niet was, fusilleerde de Gestapo in zijn plaats de aanwezige rechter, W.J.H. Dons, even verderop. Dit zou Moolenburgh blijvend hebben beïnvloed.
In december 1944 kon hij ternauwernood ontsnappen aan een razzia, een gebeurtenis waarbij hij zich geleid voelde.

## Huisarts
Moolenburgh was van 1953 tot 2007 huisarts in Haarlem. Vanaf de tijd van zijn dienstplicht was hij al geïnteresseerd in kruidengeneeskunde, en later ervoer hij als huisarts dat de ziektebeelden die mensen hebben niet zo scherp omlijnd waren als in de literatuur op de universiteit. Dus zocht hij verder in de wereld van de alternatieve geneeswijzen, zonder overigens ooit mensen bij de reguliere geneeskunde weg te houden. Integendeel, hij zag beide behandelmethoden als complementair. Door zijn optimistische en alternatieve kijk, kwam men hem dan ook om raad vragen. Hij specialiseerde zich in de natuurlijke behandeling van kankerpatiënten en van kinderen met vaccinatiebeschadigingen. en in overgevoeligheden voor voedsel en kunstmatige kleur- en smaakstoffen. Hij had interesse in het Moermandieet en alternatieve kankertherapieën. Dit alles kwam hem op kritiek te staan van de Vereniging tegen de Kwakzalverij. Moolenburgh vertelde beïnvloed te zijn door de psychotherapeut Lawrence LeShan (1920-2020), die stelde dat ieder mens zijn eigen levensmelodie heeft.
Eind jaren zestig was hij betrokken bij de discussies over de fluoridering van het drinkwater. Toen in 1968 in zijn woonplaats het drinkwater zou worden gefluorideerd, zette hij zich in om deze voor hem volstrekt onaanvaardbare overheidsbemoeienis te verhinderen. Volgens eigen zeggen heeft het wetsvoorstel uit 1976 dat fluoridering mogelijk moest maken het mede door zijn betogen niet gehaald.
Ook in zijn laatste jaren bleef hij actief schrijven en lezingen houden. Toen zijn oudste kleindochter hem op zijn sterfbed vroeg of hij haar nog één wijze les wilde meegeven, antwoordde Moolenburgh: "Wees altijd nieuwsgierig naar de dag van morgen. En eet niet te veel suiker."

## Renate Rubinstein
Moolenburgh behandelde Renate Rubinstein (1929-1990). In Nee heb je (1985) schreef ze over hem: "Elke keer was hij onwankelbaar opgewekt en aardig. [...] Hij geloofde in mij, hij zag mijn toekomst zonnig, hij bleef ondanks zijn witte jas [...] iets jongensachtigs en hartelijks behouden en hij heeft mij nooit een rekening gestuurd." Volgens Cees Renckens bekeek Rubinstein de adviezen van Moolenburgh "tamelijk ironisch en zeer relatieverend".

## Engelen
Op een morgen werd hij wakker en wist hij volgens eigen zeggen dat hij zijn patiënten moest vragen of ze wel eens een engel-ervaring hadden gehad. Enigszins schuchter begon hij daaraan, maar tot zijn grote verrassing antwoordden velen bevestigend. Dit resulteerde in twee boeken die in meerdere talen zijn vertaald en meerdere lezingen.

## Persoonlijk leven
Moolenburgh was 67 jaar gehuwd met Anneke IJzerman. Uit dit huwelijk werden vijf kinderen geboren. In 1999 verloor hij zijn enige dochter Elisabeth op 40-jarige leeftijd aan kanker. Ze liet drie kleine kinderen achter. Deze ervaring heeft hem geholpen mensen nabij te zijn. Zijn zoon David is een Nederlands bestuurder en CDA-politicus.

## Publicaties
- Ziekte als lot en kans, Ankh Hermes, 1972 (onder pseudoniem J.D. Toussaint, arts)
- De wetenschap kent geen tranen, Ankh Hermes, 1981
- Engelen. Als beschermers en als helpers der mensheid, Ankh Hermes, 1983
- Beschavingsziekten en gezondheid, Ankh Hermes, 1987
- Fluoride. The Freedom Fight, Mainstream Publishing, 1987
- Een engel op je pad. Honderd en een engelenervaringen, Ankh Hermes, 1991
- Op je gezondheid! Hoe geest, ziel en lichaam gezond te houden in een bedreigde wereld, Ankh Hermes, 2005
- Is toeval echt toevallig? Een blik in de keuken van de schepping, Ank Hermes, 2008
- U kunt meer dan u denkt. Aanvullende maatregelen om kanker te helpen voorkomen en genezen. Lemniscaat, 2008
- Het dier als spiegel van de ziel. Een beschouwing over de diepere betekenis van het dierenrijk, Ankh Hermes, 2009
- U kunt veel meer dan u denkt. Wat u zelf kunt doen om uw kind gezond te houden, Lemniscaat, 2013
- Het boek Openbaring als baken voor onze tijd, Lemniscaat, 2015
- De nieuwe Watergeuzen. De geschiedenis van de Fluorideringsstrijd, Lemniscaat, 2016
- Wie zijn wij. Waar komen we vandaan. Waar gaan we naartoe, Lemniscaat, 2017
- Wandelen in verwondering, Lemniscaat, 2017
- Gezond leven in een vervuilde wereld. Een handleiding met vuistregels, Lemniscaat, 2017

- Biblioteca Nacional de España: XX1016380
- Gemeinsame Normdatei: 110690583
- International Standard Name Identifier: 0000 0000 7938 5871
- Library of Congress Control Number: n80139551
- Nederlandse Thesaurus van Auteursnamen: 074663097
- Virtual International Authority File: 48071332